# Cove (Texas)
Cove es una ciudad ubicada en el condado de Chambers en el estado estadounidense de Texas. En el Censo de 2010 tenía una población de 510 habitantes y una densidad poblacional de 159,06 personas por km².

## Geografía
Cove se encuentra ubicada en las coordenadas 29°48′50″N 94°48′44″O / 29.81389, -94.81222. Según la Oficina del Censo de los Estados Unidos, Cove tiene una superficie total de 3.21 km², de la cual 3.07 km² corresponden a tierra firme y (4.12%) 0.13 km² es agua.

## Demografía
Según el censo de 2010, había 510 personas residiendo en Cove. La densidad de población era de 159,06 hab./km². De los 510 habitantes, Cove estaba compuesto por el 90.59% blancos, el 1.76% eran afroamericanos, el 0.78% eran amerindios, el 0.39% eran asiáticos, el 0% eran isleños del Pacífico, el 1.96% eran de otras razas y el 4.51% pertenecían a dos o más razas. Del total de la población el 7.06% eran hispanos o latinos de cualquier raza.